# Heiner Carow
Heiner Carow (Rostock, 19 settembre 1929 – Berlino, 31 gennaio 1997) è stato un regista tedesco-orientale.
Nel 1990 il suo film Coming Out ha vinto l'Orso d'argento al 40º Festival internazionale del cinema di Berlino.

## Filmografia
- Bauern erfüllen den Plan - cortometraggio documentario (1952)
- Ein Schritt weiter - cortometraggio documentario  (1953)
- Dorf im Herbst - cortometraggio documentario (1954)
- Die Wette gilt - cortometraggio documentario (1954)
- Martins Tagebuch - cortometraggio documentario (1955)
- Sheriff Teddy (1957)
- Sie nannten ihn Amigo (1959)
- Das Leben beginnt (1960)
- Mongolia - documentario (1961)
- Die Hochzeit von Länneken (1964)
- Jeder hat seine Geschichte - film per la televisione (1965)
- Die Reise nach Sundevit (1966)
- Die Russen kommen (1971)
- Die Legende von Paul und Paula (1973)
- Ikarus (1975)
- Bis daß der Tod euch scheidet (1978)
- So viele Träume (1986)
- Coming Out (1989)
- Zweiradshow - cortometraggio documentario (1989)
- Die Verfehlung (1991)
- Begräbnis einer Gräfin - film TV (1991)
- Vater Mutter Mörderkind - film TV (1992)
- Fähre in den Tod - film TV (1996)
- Attenti a quei tre (Die Drei) - serie TV (1996-1997)